# 233P/La Sagra
La comète La Sagra, officiellement 233P/La Sagra, est une comète périodique du système solaire, découverte le 19 novembre 2009 par le projet La Sagra Sky Survey.